# François Bernard Maleprade
François Bernard de Maleprade est un homme politique français né le 7 juillet 1748 à Clairac (Lot-et-Garonne) et décédé le 20 janvier 1826 à Laffitte-sur-Lot (Lot-et-Garonne).

## Biographie
Il devint, à la révolution, président du directoire du département de Lot-et-Garonne, qui le nomma, le 3 septembre 1791, député à l'Assemblée législative, le 7e sur 9, avec 182 voix (350 votants).
Propriétaire, il est président du directoire du département et député de Lot-et-Garonne de 1791 à 1792, siégeant dans la majorité.

## Sources
- Ressource relative à la vie publique :   - Base Sycomore
- « François Bernard Maleprade », dans Adolphe Robert et Gaston Cougny, Dictionnaire des parlementaires français, Edgar Bourloton, 1889-1891 [détail de l’édition]